# Оливковошапочный цветоед
Оливковошапочный цветоед (лат. Dicaeum nigrilore) — вид певчих птиц семейства цветоедовых.

## Таксономия
В составе вида выделяют два подвида:
- D. n. nigrilore Hartert, 1904 — номинативный подвид, обитает в южной, центральной и западной частях острова Минданао на юге Филиппин.
- D. n. diuatae Salomonsen, 1953 — населяет восток Минданао.

Видовое название происходит от слова лат. niger — чёрный.

## Описание

### Внешний вид
Длина тела достигает около 10 см, вес — от 9,5 до 12,5 г. 
У представителей номинативного подвида макушка оливковая. По щеке, начиная от клюва, проходит чёрная полоса. Оперение на спине серовато-коричневое, плавно переходящее в оливково-коричневый ближе к надхвостью. Рулевые и маховые перья тёмно-коричневые. Кроющие перья на крыльях имеют оливковую окантовку. Подбородок белый; горло, грудь и брюшко — серые. По середине груди проходит тонкая белая полоса. Оперение на боках и подхвостье жёлтое.
Клюв длинный и тонкий, слегка изогнутый, чёрного цвета. Ноги серовато-чёрные. Радужка глаз коричневая, иногда красноватая.
Полового диморфизма нет.
Молодые особи имеют более бледное оперение, чем взрослые.
Представители подвида D. n. diuatae отличаются более тёмной, тускло-зелёной макушкой, черновато-бурой спиной, оливковым оперением на боках и подхвостье, а также наличием жёлтых пятен на брюшке.

### Голос
Пение состоит из серии пронзительных, скрипящих «цути-цути», «ци-ци» или же мягкой трели, достаточно нетипичной для цветоедов.

## Распространение
Эндемик Филиппин. Обитает на Минданао и в восточной части Висайских островов. 
В своём ареале вид обычен. Популяция оценивается как стабильная.
Обитает в предгорных и горных лесах на высоте от 900 метров над уровнем моря. Часто встречается вокруг цветущих и плодоносящих деревьев.

## Биология
О рационе точной информации нет, однако предполагается, что представители вида, как и другие цветоеды, питаются пыльцой, нектаром и плодами лорантовых растений.
Птицы, занимающиеся строительством гнезда, были замечены в мае. 
Гнездо представляет из себя шаровидный мешочек диаметром 15-18 см; состоит из волокон и прочих сухих частей растений, сплетённых между собой мхом. Подвешивается к ветках на высоте около 15 метров над землёй, маскируется среди листьев.